# Escola alemã de contabilidade
A escola alemã de contabilidade surgiu em 1919 com a publicação do livro Grundlagen Dynamischer Bilanzlehre, de Eugen Schmalenbach (1873-1955). Outro nome de destaque da escola foi Fritz Julius August Schmidt (1882-1950). A escola se baseia em duas disciplinas: Betriebstwirtschlehre (economia da empresa) e Rechnungswesen (contabilidade).